# Mortes em abril de 2022
Mortes em 2022: ← Janeiro – Fevereiro – Março – Abril – Maio – Junho – Julho – Agosto – Setembro – Outubro – Novembro – Dezembro →
Esta é uma relação de pessoas notáveis que morreram durante o mês abril de 2022, listando nome, nacionalidade, ocupação e ano de nascimento.

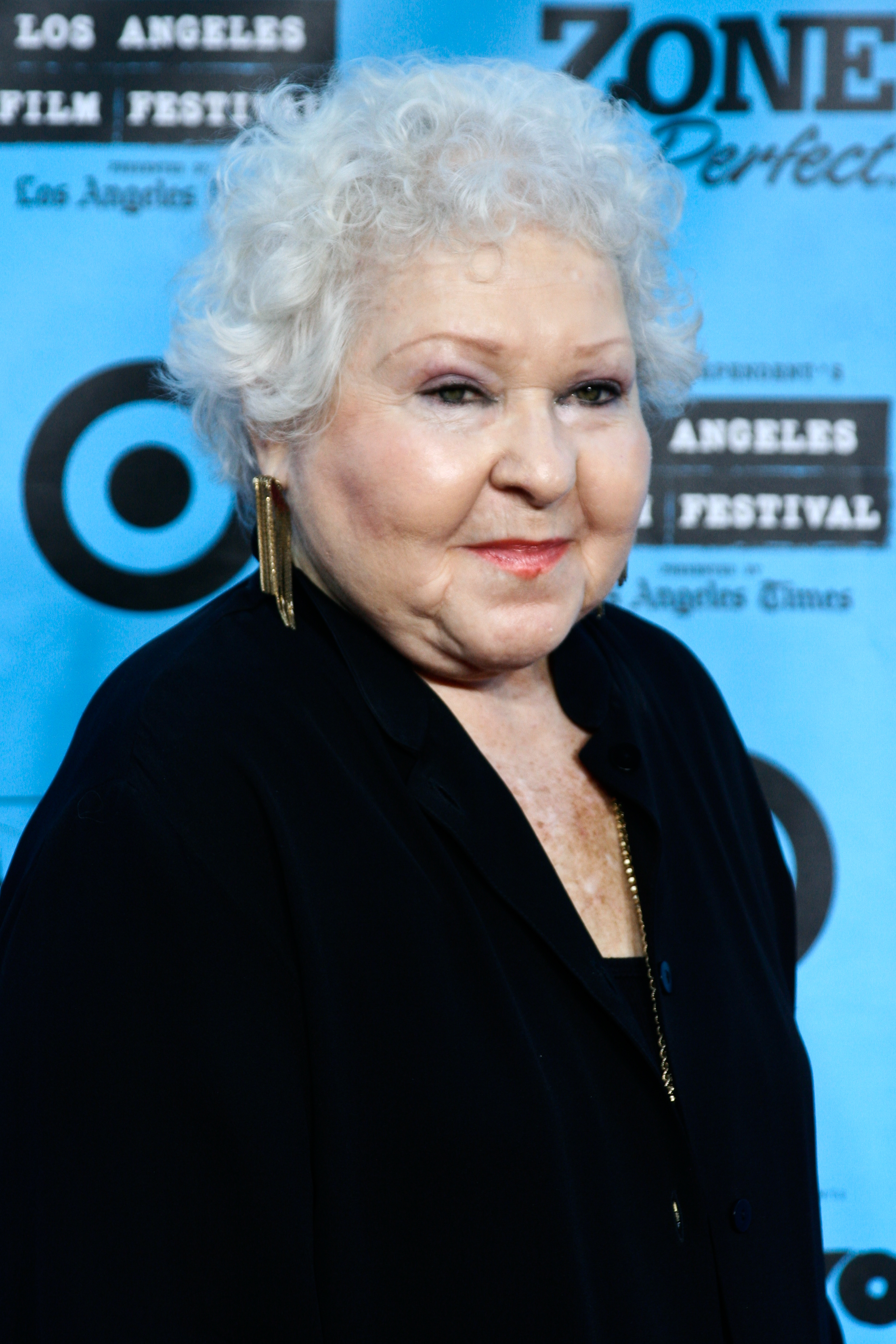
Estelle Harris, atriz estadunidense.

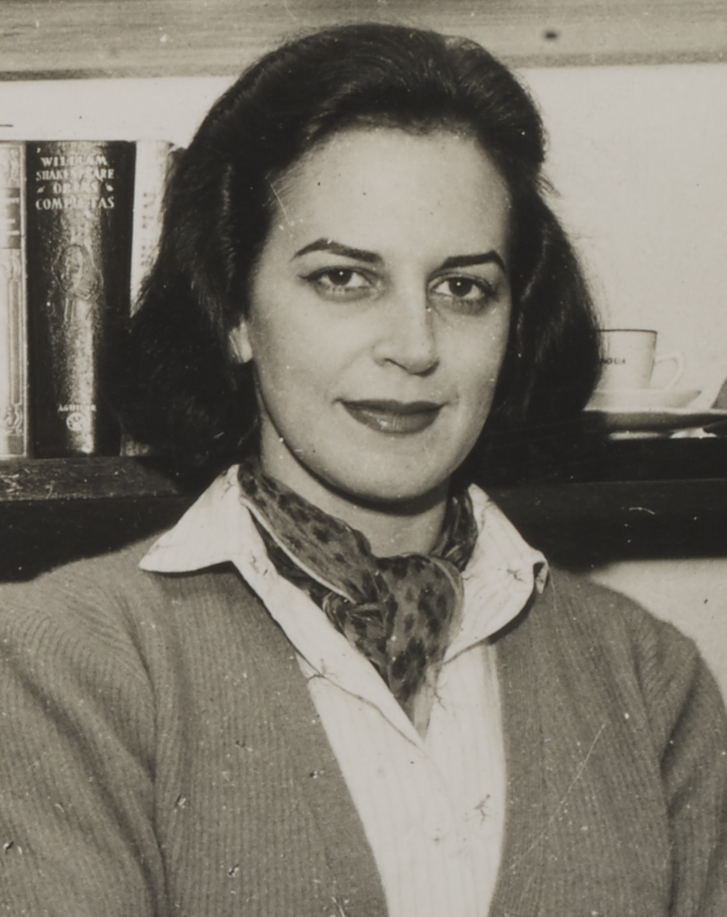
Lygia Fagundes Telles, escritora brasileira.

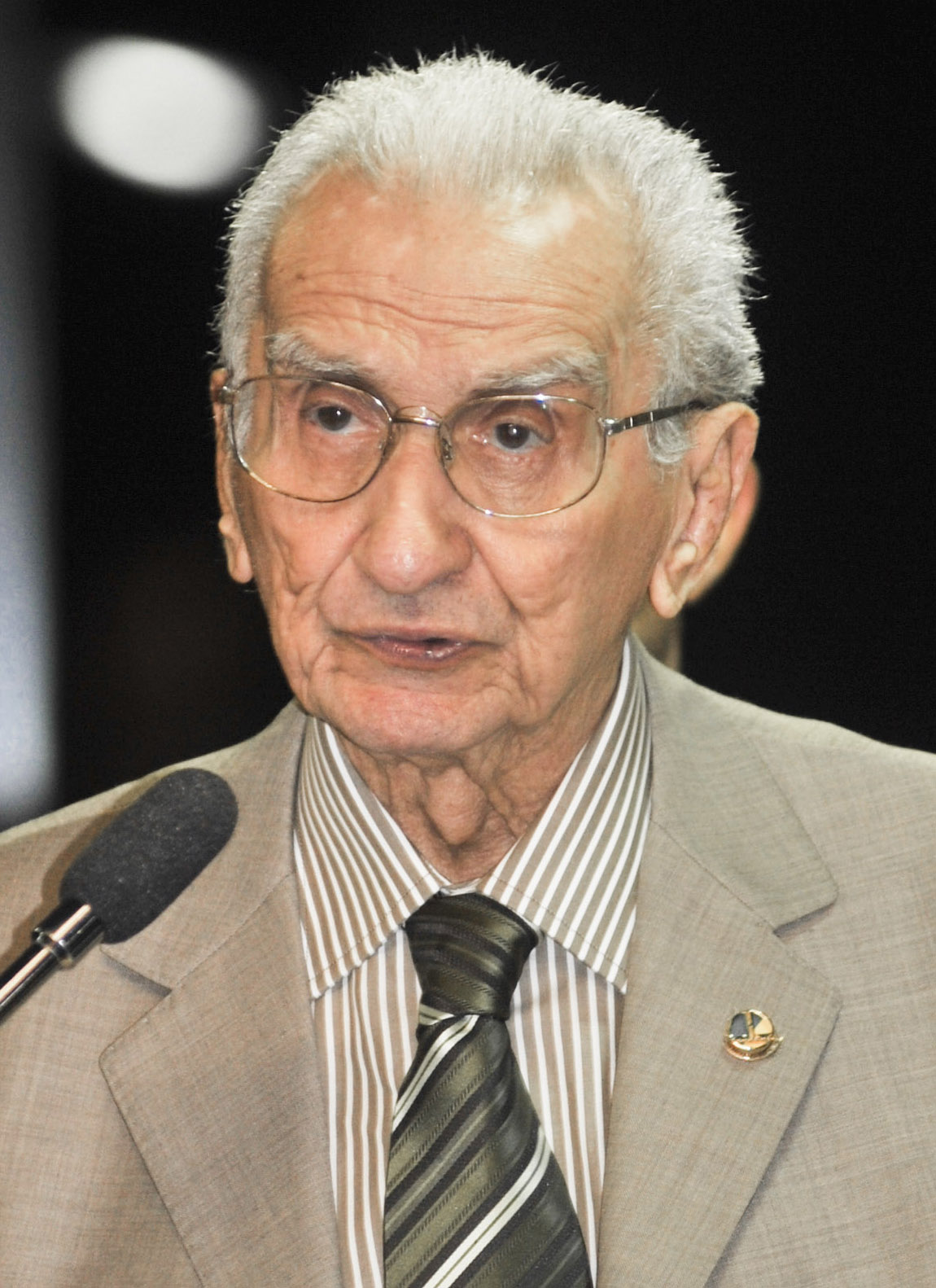
Garibaldi Alves, político brasileiro.

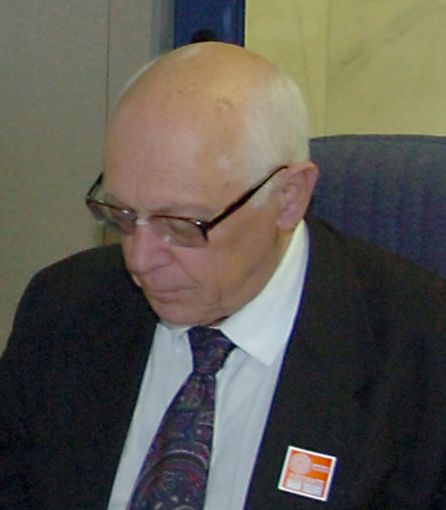
Dalmo Dallari, jurista brasileiro.

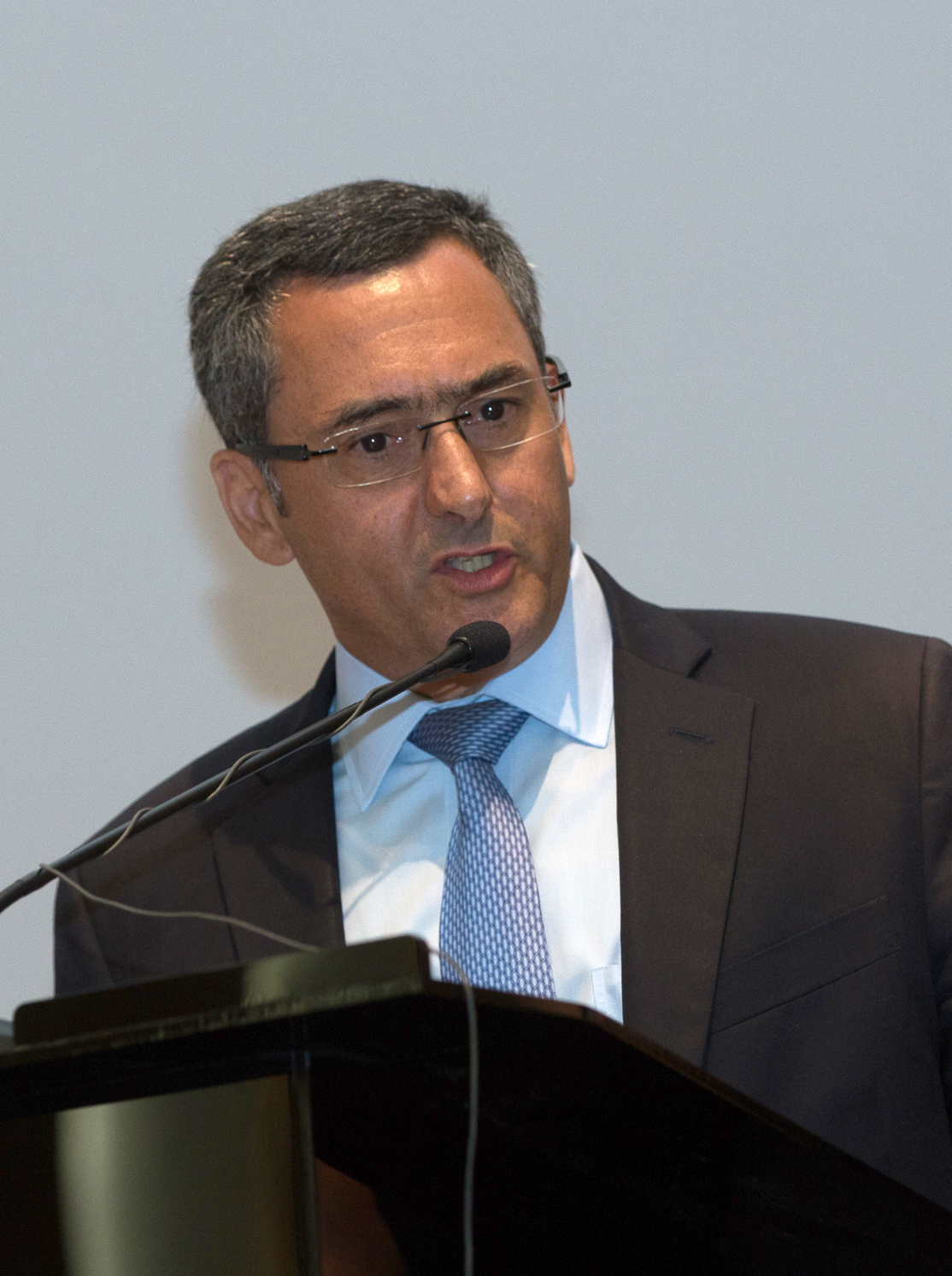
Eduardo Guardia, economista e político brasileiro.

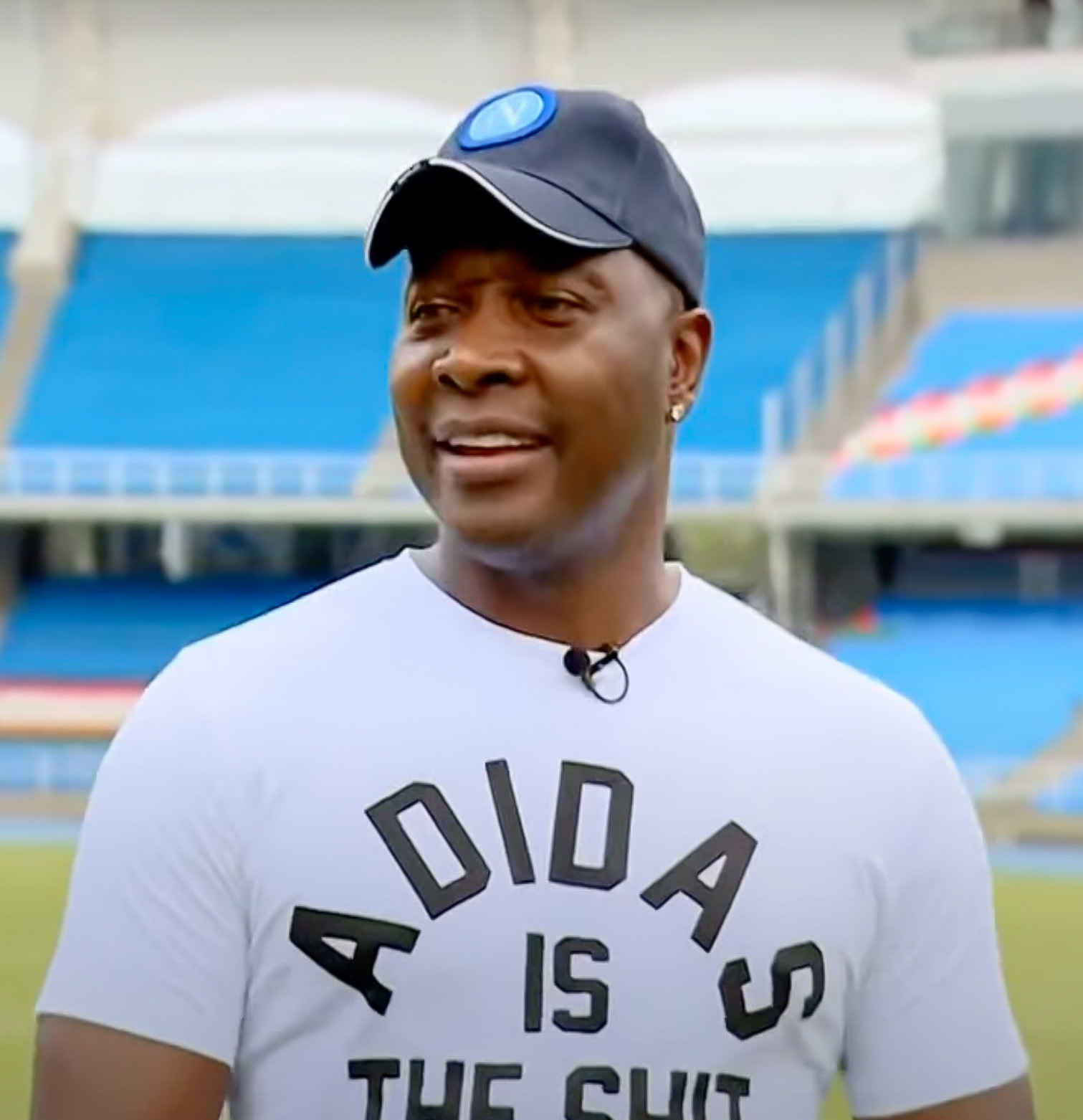
Freddy Rincón, futebolista colombiano.

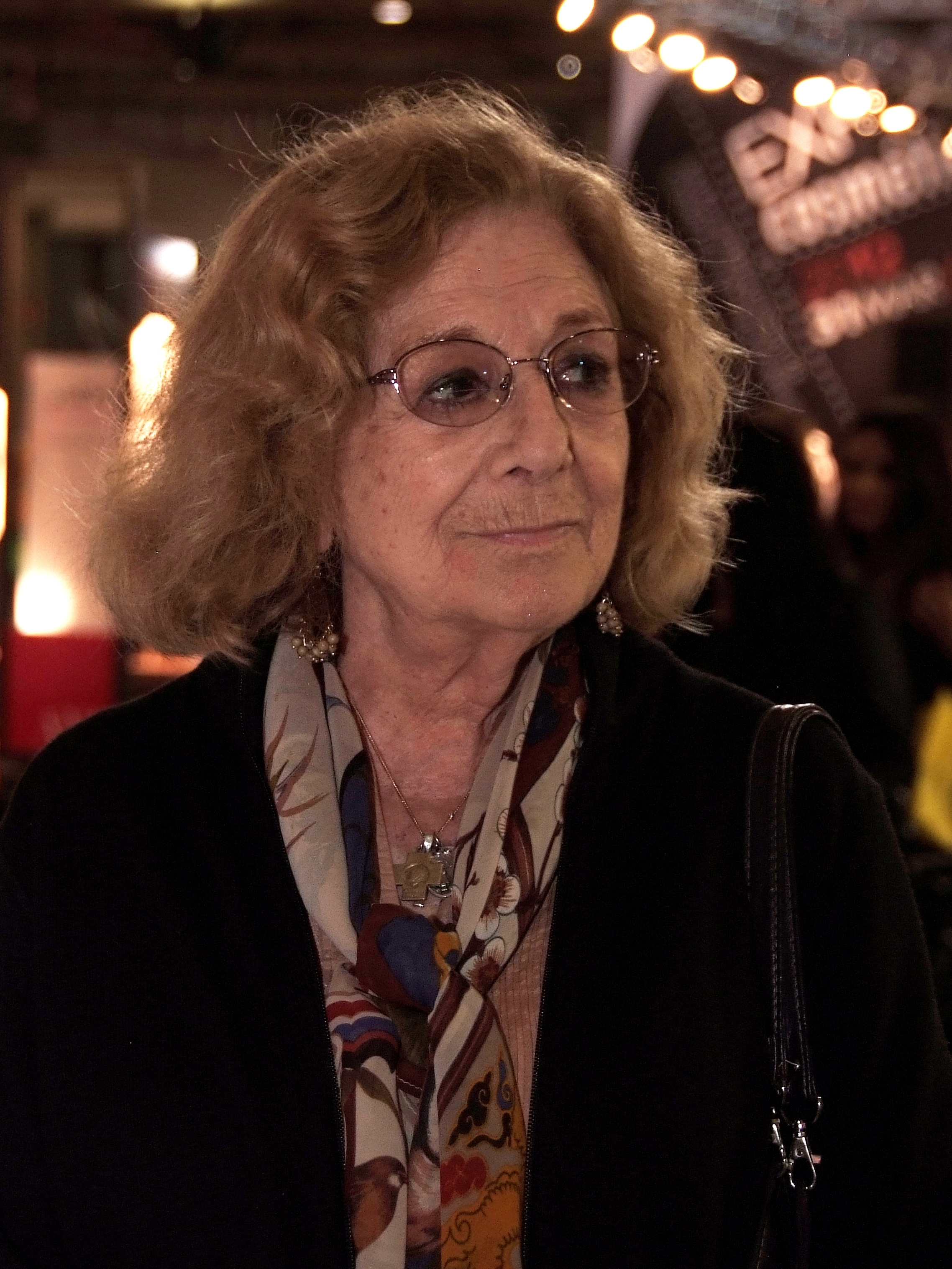
Eunice Muñoz, atriz portuguesa.

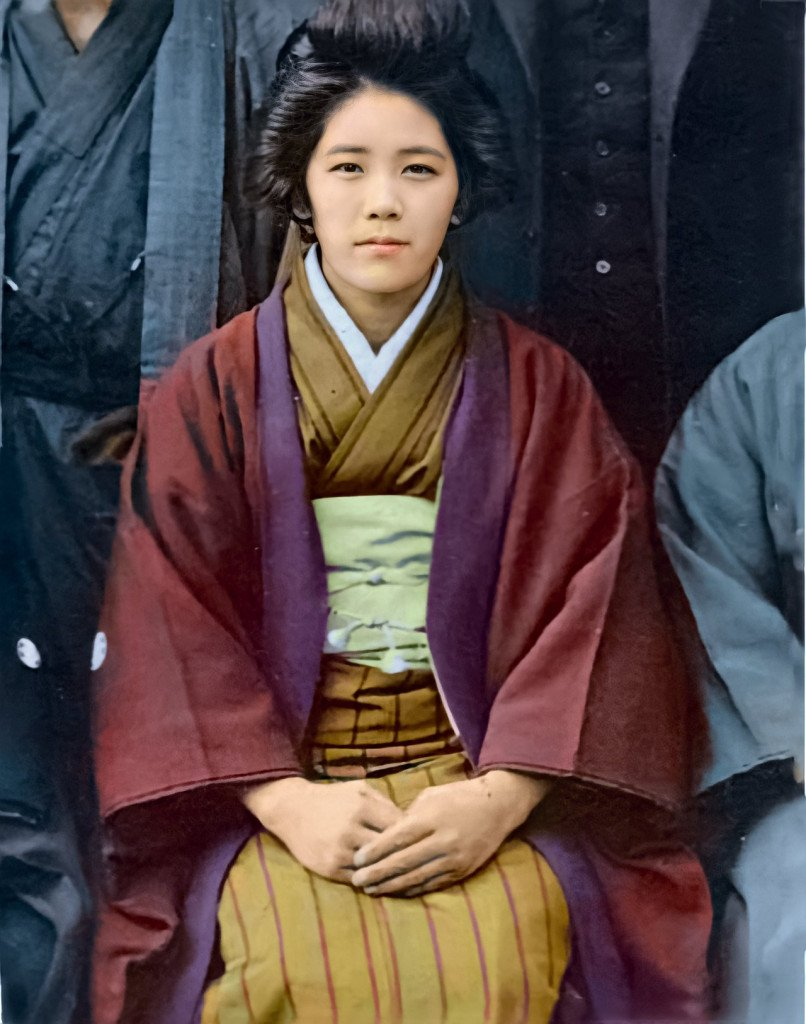
Kane Tanaka, supercentenária japonesa.

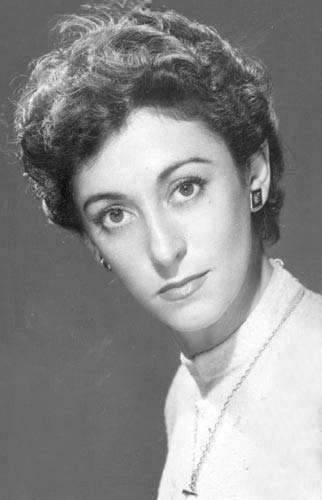
Hilda Bernard, atriz argentina.

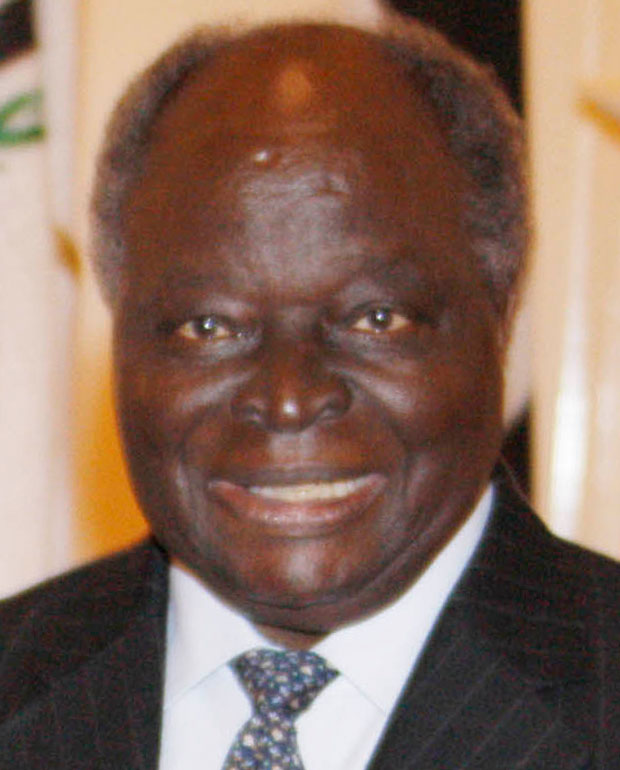
Mwai Kibaki, ex-presidente do Quênia.

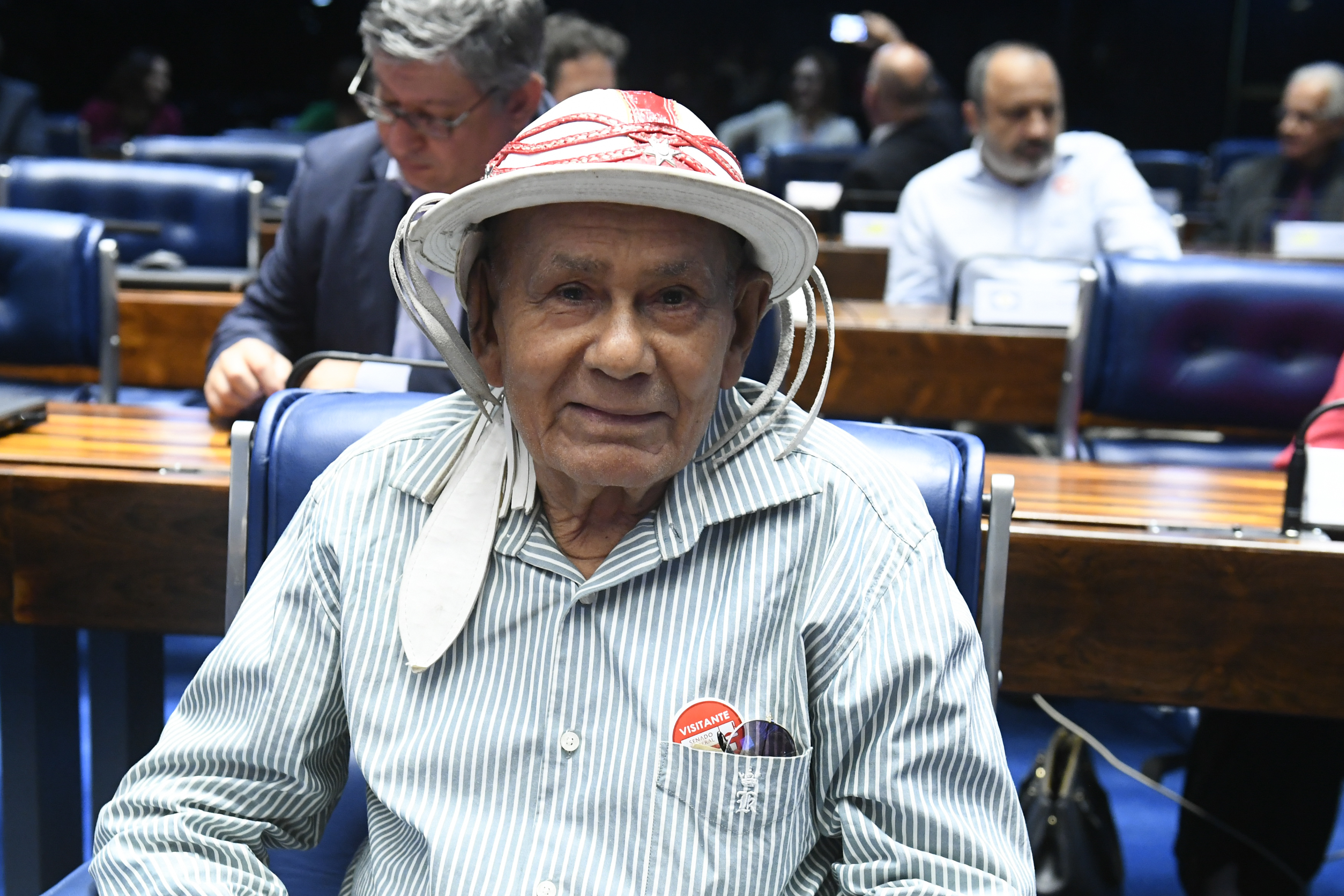
Nelson da Rabeca, músico brasileiro.

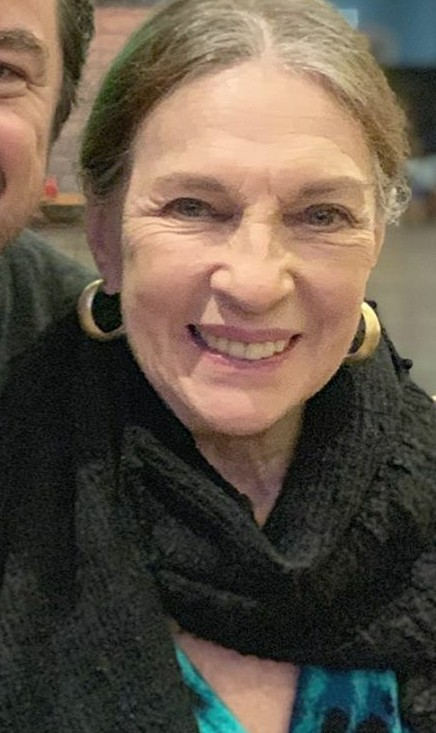
Suzana Faini, atriz brasileira.

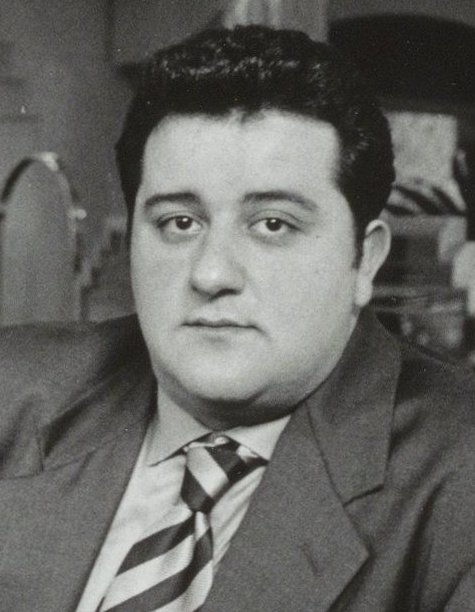
Mino Raiola, agente de futebol italiano-neerlandês.

| Dia | Nome                       | Profissão ou motivo de reconhecimento | Nacionalidade               | Nasc. | Ref     |
| --- | -------------------------- | ------------------------------------- | --------------------------- | ----- | ------- |
| 1   | Ruy Maurity                | Cantor e compositor                   | Brasil                      | 1949  | [ 1 ]   |
| 1   | C. W. McCall               | Cantor e político                     | Estados Unidos              | 1928  | [ 2 ]   |
| 1   | Rolf Walter                | Matemático                            | Alemanha                    | 1937  | [ 3 ]   |
| 1   | Jack Trickey               | Ciclista                              | Austrália                   | 1935  | [ 4 ]   |
| 2   | Leonel Sánchez             | Futebolista                           | Chile                       | 1936  | [ 5 ]   |
| 2   | Vance Amory                | Político                              | São Cristóvão e Neves       | 1949  | [ 6 ]   |
| 2   | Paulo França               | Político                              | Brasil                      | 1952  | [ 7 ]   |
| 2   | Estelle Harris             | Atriz                                 | Estados Unidos              | 1928  | [ 8 ]   |
| 2   | Ivo Thomazoni              | Radialista e político                 | Brasil                      | 1931  | [ 9 ]   |
| 2   | Javier Imbroda             | Treinador e político                  | Espanha                     | 1961  | [ 10 ]  |
| 2   | Oswaldo Frossasco          | Ciclista                              | Argentina                   | 1952  | [ 11 ]  |
| 2   | Lino Miguel                | General                               | Portugal                    | 1936  | [ 12 ]  |
| 3   | Lygia Fagundes Telles      | Escritora                             | Brasil                      | 1918  | [ 13 ]  |
| 3   | Yamina Bachir              | Cineasta e roteirista                 | Argélia                     | 1953  | [ 14 ]  |
| 3   | June Brown                 | Atriz                                 | Reino Unido                 | 1927  | [ 15 ]  |
| 3   | Rui Pinheiro               | Basquetebolista                       | Portugal/ Moçambique        | 1953  | [ 16 ]  |
| 3   | Desmond Seward             | Historiador                           | Reino Unido                 | 1935  | [ 17 ]  |
| 3   | Leonor Lopes Fávero        | Professora e linguista                | Brasil                      | 1933  | [ 18 ]  |
| 3   | Pamela Rooke               | Modelo e atriz                        | Reino Unido                 | 1955  | [ 19 ]  |
| 4   | José Geraldo da Cruz       | Bispo                                 | Brasil                      | 1941  | [ 20 ]  |
| 4   | Petar Skansi               | Basquetebolista                       | Croácia/ Iugoslávia         | 1943  | [ 21 ]  |
| 5   | Joaquim Carvalho           | Futebolista                           | Portugal                    | 1937  | [ 22 ]  |
| 5   | Stanisław Kowalski         | Atleta                                | Polónia                     | 1910  | [ 23 ]  |
| 5   | David Kilgour              | Político                              | Canadá                      | 1941  | [ 24 ]  |
| 5   | Sidney Altman              | Bioquímico                            | Canadá/ Estados Unidos      | 1939  | [ 25 ]  |
| 5   | António Reis               | Ator                                  | Portugal                    | 1945  | [ 26 ]  |
| 5   | Bobby Rydell               | Ator e cantor                         | Estados Unidos              | 1942  | [ 27 ]  |
| 6   | Vladímir Jirinóvski        | Político e advogado                   | Rússia/ União Soviética     | 1946  | [ 28 ]  |
| 6   | Karol Divín                | Patinador                             | Eslováquia/ Tchecoslováquia | 1936  | [ 29 ]  |
| 6   | Bjarni Tryggvason          | Astronauta                            | Canadá                      | 1945  | [ 30 ]  |
| 6   | Afonso de Albuquerque      | Psiquiatra                            | Portugal                    | 1935  | [ 31 ]  |
| 6   | Tadao Takahashi            | Cientista da computação e pesquisador | Brasil                      | 1950  | [ 32 ]  |
| 6   | Peter Badura               | Advogado e professor                  | Alemanha                    | 1934  | [ 33 ]  |
| 6   | Domingo Romera             | Político                              | Espanha                     | 1936  | [ 34 ]  |
| 6   | Rae Allen                  | Atriz                                 | Estados Unidos              | 1946  | [ 35 ]  |
| 7   | Garibaldi Alves            | Político                              | Brasil                      | 1923  | [ 36 ]  |
| 7   | Andor Stern                | Sobrevivente do Holocausto            | Brasil                      | 1928  | [ 37 ]  |
| 7   | Rayfield Wright            | Jogador de futebol americano          | Estados Unidos              | 1945  | [ 38 ]  |
| 7   | Dušan Čkrebić              | Político                              | Sérvia/ Iugoslávia          | 1927  | [ 39 ]  |
| 8   | Dalmo Dallari              | Jurista                               | Brasil                      | 1931  | [ 40 ]  |
| 8   | Maria de Jesus Serra Lopes | Advogada                              | Portugal                    | 1933  | [ 41 ]  |
| 9   | Reinaldo de Oliveira       | Ator e médico                         | Brasil                      | 1930  | [ 42 ]  |
| 9   | Jack Higgins               | Escritor                              | Reino Unido                 | 1929  | [ 43 ]  |
| 9   | José Leite Pereira         | Professor e economista                | Portugal                    | 1948  | [ 44 ]  |
| 10  | Hazem Nuseibeh             | Político                              | Jordânia                    | 1922  | [ 45 ]  |
| 10  | Estela Rodríguez           | Judoca                                | Cuba                        | 1967  | [ 46 ]  |
| 10  | Eya Guezguez               | Velejadora                            | Tunísia                     | 2005  | [ 47 ]  |
| 11  | Eduardo Guardia            | Economista e político                 | Brasil                      | 1966  | [ 48 ]  |
| 11  | Hennes Junkermann          | Ciclista                              | Alemanha                    | 1934  | [ 49 ]  |
| 11  | Rodrigo Novaes de Almeida  | Jornalista e escritor                 | Brasil                      | 1976  | [ 50 ]  |
| 11  | Joaquim Vairinhos          | Político e professor                  | Portugal                    | 1944  | [ 51 ]  |
| 12  | Gilbert Gottfried          | Ator e dublador                       | Estados Unidos              | 1955  | [ 52 ]  |
| 12  | Irina Vorobieva            | Patinadora                            | Rússia/ União Soviética     | 1958  | [ 53 ]  |
| 12  | Zvonimir Janko             | Matemático                            | Croácia                     | 1932  | [ 54 ]  |
| 12  | Giorgios Katyforys         | Político                              | Grécia                      | 1935  | [ 55 ]  |
| 13  | Michel Bouquet             | Ator                                  | França                      | 1925  | [ 56 ]  |
| 13  | Hugo Rodas                 | Diretor de teatro                     | Uruguai                     | 1939  | [ 57 ]  |
| 13  | Wolfgang Fahrian           | Futebolista                           | Alemanha                    | 1941  | [ 58 ]  |
| 13  | Freddy Rincón              | Futebolista                           | Colômbia                    | 1966  | [ 59 ]  |
| 13  | António Maldonado Gonelha  | Político                              | Portugal                    | 1935  | [ 60 ]  |
| 13  | Gloria Parker              | Musicista                             | Estados Unidos              | 1921  | [ 61 ]  |
| 15  | Eunice Muñoz               | Atriz                                 | Portugal                    | 1928  | [ 62 ]  |
| 15  | Severo Hernández           | Ciclista                              | Colômbia                    | 1940  | [ 63 ]  |
| 15  | Liz Sheridan               | Atriz                                 | Estados Unidos              | 1929  | [ 64 ]  |
| 15  | Newton Cruz                | General                               | Brasil                      | 1924  | [ 65 ]  |
| 16  | Joachim Streich            | Futebolista                           | Alemanha/ Alemanha Oriental | 1951  | [ 66 ]  |
| 16  | Egídio Ferreira Lima       | Político                              | Brasil                      | 1929  | [ 67 ]  |
| 16  | Tertolino Balbino          | Mestre                                | Brasil                      | 1933  | [ 68 ]  |
| 17  | Catherine Spaak            | Atriz e cantora                       | França/ Itália              | 1945  | [ 69 ]  |
| 17  | Radu Lupu                  | Pianista                              | Roménia                     | 1945  | [ 70 ]  |
| 17  | DJ Kay Slay                | DJ e produtor musical                 | Estados Unidos              | 1966  | [ 71 ]  |
| 17  | Ursula Bellugi             | Pesquisadora e linguista              | Estados Unidos              | 1931  | [ 72 ]  |
| 17  | Mireya Baltra              | Socióloga, jornalista e política      | Chile                       | 1932  | [ 73 ]  |
| 18  | Harrison Birtwistle        | Compositor                            | Reino Unido                 | 1934  | [ 74 ]  |
| 18  | Joel da Silva Ribeiro      | Político                              | Brasil                      | 1928  | [ 75 ]  |
| 18  | Madalena Sá e Costa        | Violoncelista e pedagoga              | Portugal                    | 1915  | [ 76 ]  |
| 19  | John McKay                 | Matemático                            | Reino Unido/ Canadá         | 1939  | [ 77 ]  |
| 19  | Kane Tanaka                | Supercentenária                       | Japão                       | 1903  | [ 78 ]  |
| 20  | Javier Lozano Barragán     | Prelado                               | México                      | 1933  | [ 79 ]  |
| 20  | Hilda Bernard              | Atriz                                 | Argentina                   | 1920  | [ 80 ]  |
| 20  | Glória Gervitz             | Poetisa                               | México                      | 1943  | [ 81 ]  |
| 20  | Aziz Bajur                 | Roteirista                            | Brasil                      | 1938  | [ 82 ]  |
| 20  | Robert Morse               | Ator                                  | Estados Unidos              | 1931  | [ 83 ]  |
| 21  | Mwai Kibaki                | Político                              | Reino Unido/ Quênia         | 1941  | [ 84 ]  |
| 21  | Alexandra Serrano Rosa     | Militar                               | Portugal                    | 1969  | [ 85 ]  |
| 21  | Jacques Perrin             | Ator e cineasta                       | França                      | 1941  | [ 86 ]  |
| 22  | Guy Lafleur                | Jogador de hóquei no gelo             | Canadá                      | 1951  | [ 87 ]  |
| 22  | Nelson da Rabeca           | Músico                                | Brasil                      | 1941  | [ 88 ]  |
| 22  | Michelle Suárez Bértora    | Política                              | Uruguai                     | 1984  | [ 89 ]  |
| 22  | Marcus Leatherdale         | Fotógrafo                             | Canadá                      | 1952  | [ 90 ]  |
| 23  | Orrin Hatch                | Político                              | Estados Unidos              | 1934  | [ 91 ]  |
| 23  | Arno                       | Cantor                                | Bélgica                     | 1949  | [ 92 ]  |
| 24  | Niza Tank                  | Soprano                               | Brasil                      | 1931  | [ 93 ]  |
| 25  | Suzana Faini               | Atriz                                 | Brasil                      | 1933  | [ 94 ]  |
| 25  | Marlise Saueressig         | Atriz                                 | Brasil                      | 1946  | [ 95 ]  |
| 25  | Marianne Peretti           | Artista plástica                      | Brasil/ França              | 1927  | [ 96 ]  |
| 26  | Klaus Schulze              | Músico                                | Alemanha                    | 1947  | [ 97 ]  |
| 26  | Daniel Dolan               | Bispo                                 | Estados Unidos              | 1951  | [ 98 ]  |
| 27  | Carlos Amigo Vallejo       | Prelado                               | Espanha                     | 1934  | [ 99 ]  |
| 27  | Carlos García Cambón       | Futebolista                           | Argentina                   | 1949  | [ 100 ] |
| 28  | Juan Diego                 | Ator                                  | Espanha                     | 1942  | [ 101 ] |
| 28  | Mendes Thame               | Político e apresentador               | Brasil                      | 1946  | [ 102 ] |
| 28  | Neal Adams                 | Quadrinista                           | Estados Unidos              | 1941  | [ 103 ] |
| 28  | José Curi                  | Filósofo e escritor                   | Brasil                      | 1931  | [ 104 ] |
| 29  | Tão Gomes Pinto            | Jornalista                            | Brasil                      | 1939  | [ 105 ] |
| 29  | Georgia Benkart            | Matemática                            | Estados Unidos              | 1949  | [ 106 ] |
| 29  | David A. Evans             | Químico                               | Estados Unidos              | 1941  | [ 107 ] |
| 30  | Mino Raiola                | Agente de futebol                     | Itália/ Países Baixos       | 1967  | [ 108 ] |
| 30  | Naomi Judd                 | Cantora e atriz                       | Estados Unidos              | 1946  | [ 109 ] |
| 30  | Altieris Barbiero          | Cantor e locutor                      | Brasil                      | 1945  | [ 110 ] |